# Aeropuerto de Tri-Cities (Washington)
El Aeropuerto de Tri-Cities (IATA: PSC, OACI: KPSC, FAA LID: PSC) (originalmente Aeropuerto de Pasco) es un aeropuerto público en el Noroeste de Estados Unidos en el condado de Franklin, Washington. Ubicado a 3 km (2 millas) al noroeste de Pasco, sirve al área metropolitana de Tri-Cities en el sureste de Washington y es el tercer aeropuerto comercial más grande del estado. La instalación tiene tres pistas y cubre 9.04 km2 (3.49 millas cuadradas; 2235 acres).

## Historia
El aeropuerto de Tri-Cities (entonces el aeropuerto de Pasco) fue el sitio del primer contrato de vuelo por correo aéreo entre Elko, Nevada y Pasco, Washington realizado por Varney Airlines, (más tarde United Airlines) en 1926. El aeropuerto se trasladó a su sitio actual y se hizo conocido como el aeropuerto del condado de Franklin. La Marina de los Estados Unidos construyó la Estación Aérea Naval de Pasco durante la Segunda Guerra Mundial. Después de la guerra, la Armada vendió el campo a la ciudad de Pasco, pero retuvo los privilegios de entrenamiento. Varios aviones de la Armada, especialmente el P-3 Orion, utilizaron el campo para entrenamiento de aterrizaje y despegue. El Puerto de Pasco luego tomó posesión en 1963 y abrió las puertas a un nuevo Edificio Terminal en 1966
En 1986 se llevó a cabo un proyecto de expansión y remodelación que incluyó caminos de acceso, estacionamientos, plataforma de estacionamiento de aeronaves y más del doble del tamaño de la terminal.
En 2003, el aeropuerto experimentó otra expansión y remodelación que agregó 3,000 pies cuadrados (280 m²) adicionales al vestíbulo de boletos y al área de embarque.

## Aerolíneas y destinos

### Pasajeros
| Aerolíneas       | Destinos                                                              |
| ---------------- | --------------------------------------------------------------------- |
| Alaska Airlines  | Burbank inicia el 26 de octubre de 2025), Los Ángeles, Seattle/Tacoma |
| Allegiant Air    | Las Vegas, Phoenix/Mesa                                               |
| American Eagle   | Phoenix–Sky Harbor                                                    |
| Avelo Airlines   | Burbank (finaliza el 2 de diciembre de 2025)                          |
| Breeze Airways   | Burbank (inicia el 18 de marzo de 2026)                               |
| Delta Air Lines  | Mineápolis-Saint Paul, Salt Lake City                                 |
| Delta Connection | Salt Lake City, Seattle/Tacoma                                        |
| United Airlines  | Denver                                                                |
| United Express   | Denver, San Francisco                                                 |

### Carga
| Aerolíneas   | Destinos                                   |
| ------------ | ------------------------------------------ |
| Ameriflight  | Seattle-Boeing Field, Spokane, Walla Walla |
| FedEx Feeder | Spokane                                    |